# گرگی پونگراتس
گِرگِی پونگراتس (مجاری: Pongrátz Gergely زادۀ ۱۸ فوریه ۱۹۳۲ در گرله، درگذشتۀ ۱۸ مه ۲۰۰۵ در کیش‌کون‌مایشا) یکی از رهبران انقلاب ۱۹۵۶ مجارستان بود.